# اورگلیدز
اورگلیدز (به انگلیسی: Everglades) یک محدوده جغرافیایی در ایالات متحده آمریکا است که در فلوریدا واقع شده‌است.